# Chenopodiopsis chenopodioides
Chenopodiopsis chenopodioides là một loài thực vật có hoa trong họ Huyền sâm. Loài này được (Diels) Hilliard mô tả khoa học đầu tiên năm 1990.